# Dusona genator
Dusona genator är en stekelart som beskrevs av Hinz 1979. Dusona genator ingår i släktet Dusona och familjen brokparasitsteklar. Inga underarter finns listade i Catalogue of Life.